# Field of Dreams
Field of Dreams (phỏng dịch Cầu trường ước mộng) là một bộ phim chính kịch giả tưởng thể thao của Mỹ năm 1989 do Phil Alden Robinson viết kịch bản và đạo diễn, dựa trên tiểu thuyết Shoeless Joe năm 1982 của tiểu thuyết gia người Canada WP Kinsella . Bộ phim có sự tham gia của Kevin Costner trong vai một người nông dân xây dựng một sân bóng chày trên cánh đồng ngô của mình, nơi thu hút những oan hồn của những huyền thoại bóng chày, bao gồm Shoeless Joe Jackson ( Ray Liotta ) và đội hình Chicago Black Sox . Amy Madigan, James Earl Jones và Burt Lancaster (trong vai diễn cuối cùng trong sự nghiệp của ông) cũng tham gia diễn xuất.
Bộ phim được phát hành vào ngày 5 tháng 5 năm 1989. Bộ phim nhận được nhiều đánh giá tích cực từ các nhà phê bình và được đề cử ba giải Oscar : Phim hay nhất, Nhạc phim gốc hay nhất và Kịch bản chuyển thể hay nhất . Năm 2017, phim đã được Thư viện Quốc hội Hoa Kỳ chọn lưu giữ tại Viện lưu trữ phim quốc gia Hoa Kỳ .

## Kịch bản
Ray Kinsella sống cùng vợ Annie và con gái Karin, tại trang trại trồng ngô của gia đình ở Dyersville, Iowa. Luôn mang nặng ưu tư về mối quan hệ rạn nứt với người cha quá cố John, một người hâm mộ bóng chày nhiệt thành, Ray lo sợ mình sẽ già đi mà chưa từng làm gì để đạt được ước mơ của mình.
Một buổi tối nọ, khi đang đi bộ qua cánh đồng ngô của mình, ông nghe thấy một giọng nói thì thầm, "Nếu anh xây dựng nó, anh ấy sẽ đến." và nhìn thấy hình ảnh một sân bóng chày trên cánh đồng ngô và đứng giữa là hồn ma của "Shoeless" Joe Jackson. Annie đồng ý nhổ bỏ một phần ruộng ngô để xây sân bóng chày, bất chấp nguy cơ về tài chính.
Sau khi xây dựng sân bóng, Ray kể cho Karin nghe về Vụ bê bối Black Sox năm 1919. Khi Ray bắt đầu nghi ngờ những gì mình đang làm, Shoeless Joe lại xuất hiện vào một buổi tối. Joe hỏi Ray liệu anh ấy có thể quay lại không, và Ray trả lời là có. Ngày hôm sau, Joe quay lại cùng bảy cầu thủ khác trong vụ Black Sox. Anh trai của Annie, Mark, không thể nhìn thấy những linh hồn trên, và cảnh báo vợ chồng Ray này rằng họ đang phá sản và đề nghị mua đất của họ. Trong khi đó, giọng nói thúc giục Ray "xoa dịu nỗi đau".
Ray và Annie tham dự một cuộc họp của Hội phụ huynh học sinh, và Annie đã ra sức phản đối một người đang vận động cấm phổ biến sách của Terence Mann, một tác giả và nhà hoạt động gây tranh cãi vào những năm 1960. Ray nội suy rằng giọng nói đó ám chỉ Mann, người đã đặt tên một trong những nhân vật của mình là "John Kinsella" và đã từng tuyên bố ước mơ thời thơ ấu là được chơi cho đội Brooklyn Dodgers . Đêm đó, sau khi Ray và Annie cùng có một giấc mơ về việc Ray và Mann cùng nhau đến xem một trận đấu tại Fenway Park, Ray lái xe đến Boston để tìm Mann. Mann, lúc này đã trở thành một kẻ ẩn dật chán nản, đồng ý đến xem một trận đấu. Ở đó, Ray nghe thấy giọng nói thúc giục anh "cố gắng hết sức", khi nhìn thấy số liệu thống kê của Archie "Moonlight" Graham trên bảng điểm, người đã sự nghiệp chỉ có một trận đấu năm 1922 cho đội New York Giants nhưng đã không bao giờ được lên đánh bóng. Mann cũng thừa nhận đã nghe thấy giọng nói và nhìn thấy điều lạ trên bảng điểm.
Hai người lái xe đến Chisholm, Minnesota và biết rằng Graham, người đã trở thành bác sĩ sau khi giải nghệ, đã qua đời nhiều năm trước đó. Ray đọc cáo phó của Graham, người được mô tả một bác sĩ được yêu mến và nhân hậu, nhưng thấy không có đề cập nào đến sự nghiệp bóng chày của ông. Ray đột nhiên thấy mình đang ở năm 1972 và gặp một Graham đã lớn tuổi; ông khẳng định mục đích sống mình là cống hiến cho y tế chứ không phải thể thao, và từ chối đến sân bóng chày của Ray. Trên đường trở về Iowa, Ray và Mann đón một thanh niên đi nhờ xe tên là Archie Graham, người đang tìm kiếm một đội bóng chày để tham gia. Sau đó, Ray kể với Mann rằng cha anh mơ ước trở thành cầu thủ bóng chày, và cũng đã cố gắng thuyết phục anh theo đuổi môn thể thao này. Năm 14 tuổi, sau khi đọc một trong những cuốn sách của Mann, Ray đã ngừng chơi ném bóng với cha mình, và họ trở nên xa cách sau khi ông sỉ nhục John, nói rằng "[tôi] không bao giờ có thể tôn trọng một người đàn ông đi tôn sùng một tên tội phạm (ám chỉ Shoeless Joe)." Ray thừa nhận rằng điều hối tiếc lớn nhất của anh là đã không thể làm hòa với cha trước khi ông qua đời. Khi họ tiếp tục lái xe, Mann và Ray nhận ra việc xây dựng sân vận động đưa hương hồn Joe trở về là sự sám hối của Ray vì đã xa cách với cha mình. Khi đến trang trại, họ thấy nhiều cầu thủ ngôi sao của thập niên 1920 đã đến, đủ lập thành hai đội hình. Một trận đấu đã diễn ra và cuối cùng Graham cũng được đến lượt đánh bóng và đã có pha đánh bóng cao thế mạng để chân chạy ghi điểm.
Sáng hôm sau, Mark quay lại và yêu cầu Ray phải bán trang trại, nếu không ngân hàng sẽ tịch thu tài sản của gia đình. Karin khẳng định mọi người sẽ trả tiền để xem các trận bóng. Mann đồng ý và nói rằng "mọi người sẽ đến" để sống lại tinh thần trong trẻo của ngày thơ ấu. Ray và Mark xô xát, vô tình hất Karin ngã khỏi khán đài. Graham – mặc dù biết rằng một đi không thể trở lại, đã bước rời khỏi sân và trở thành hình hài bác sĩ già và cứu bé Karin khỏi bị nghẹn xúc xích. Sau đó, ông đã trấn an Ray rằng ông không hề hối hận. Khi quay trở lại cánh đồng ngô, anh được những cầu thủ khác tán dương, và trước khi ông biến mất vào ruộng ngô, Shoeless Joe gọi lớn, "Này, tân binh!", Graham dừng lại và quay sang Shoeless Joe. Joe nói với ông, "Cậu chơi tốt lắm." Đôi mắt của bác sĩ Graham sáng lên, rưng rưng nước mắt, trước khi mỉm cười rồi bước vào ruộng ngô và biến mất. Đột nhiên, Mark cũng có thể nhìn thấy những cầu thủ và thúc giục Ray giữ lại trang trại.
Shoeless Joe mời Mann vào ruộng ngô, và Mann biến mất vào trong đó. Ray tức giận vì không được mời nhưng Joe khiển trách anh, liếc nhìn cầu thủ bắt bóng đang đứng ở chốt nhà, nói rằng, "Nếu anh xây dựng nó, anh ấy sẽ đến mà." Khi người bắt bóng tháo mặt nạ ra, Ray nhận ra anh ta là cha mình, John, trong hình hài thời trẻ khi còn là cầu thủ trẻ trong màu áo Yankees. Ray và vợ sau đó hiểu ra ý nghĩa của lời thì thầm "xoa dịu nỗi đau của anh ấy" và "đi xa hơn" đều ám chỉ đến cha anh.
Ray giới thiệu John trẻ với vợ và con gái mình mà không nói mình là con của ông. Sau đó, khi màn đêm buông xuống, John chào tạm biệt Ray và họ bắt tay nhau. Khi John đang đi về phía cánh đồng ngô, Ray hỏi "Ba, ba có muốn chơi ném bóng không?". John vui vẻ đồng ý, đồng thời từ đằng xa, hàng trăm chiếc xe tiến vào sân, ứng nghiệm lời tiên tri rằng mọi người sẽ đến sân để xem bóng chày.

## Dàn diễn viên
- Kevin Costner trong vai Ray Kinsella
- Amy Madigan trong vai Annie Kinsella
- Gaby Hoffmann trong vai Karin Kinsella
- James Earl Jones trong vai Terence Mann
- Ray Liotta trong vai Shoeless Joe Jackson
- Timothy Busfield trong vai Mark
- Kelly Coffield Park trong vai Dee, vợ Mark
- Burt Lancaster trong vai Bác sĩ Archibald "Moonlight" Graham
  - Frank Whaley trong vai Archibald Graham ngày trẻ
- Dwier Brown trong vai John Kinsella
- Lee Garlington trong vai Beulah Gasnick
- Michael Milhoan trong vai Buck Weaver (cầu thủ chốt ba)
- Steve Eastin trong vai Eddie Cicotte (cầu thủ giao bóng)
- Charles Hoyes trong vai Swede Risberg (cầu thủ bắt bóng)
- Art LaFleur trong vai Chick Gandil (cầu thủ chốt một)

Ngoài ra, Anne Seymour, người đã qua đời bốn tháng trước khi bộ phim ra mắt, cũng xuất hiện lần cuối trong phim với vai là nhân viên nhà xuất bản Chisholm tốt bụng đã giúp đỡ Ray và Mann. Danh tính của diễn viên lồng tiếng cho "The Voice", giợng nói báo mộng với Ray trong suốt bộ phim, vẫn chưa được xác nhận kể từ khi bộ phim được phát hành. Một số người cho rằng Costner hoặc Liotta đã đảm nhận, nhưng tác giả cuốn sách WP Kinsella nói rằng ông được biết đó là Ed Harris (chồng của Madigan). Matt Damon và Ben Affleck khi đó còn là thanh thiếu niên,cũng nằm trong thành phần diễn viên quần chúng trong cảnh quay tại Fenway Park.  

## Sản xuất

### Tập hợp dàn diễn viên
Robinson và các nhà sản xuất ban đầu không nghĩ tới việc mời Kevin Costner vào vai Ray Kinsella vì họ không nghĩ rằng anh sẽ muốn tham gia một bộ phim bóng chày khác sau Bull Durham. Vai diễn Ray ban đầu được trao cho Tom Hanks nhưng Hanks đã từ chối.  Tuy nhiên, khi sau đó Hanks đã đọc kịch bản và cảm thấy hứng thú với dự án, nói rằng ông cảm thấy đây sẽ là "phiên bản It's a Wonderful Life của thế hệ này". Vì bộ phim đầu tay In the Mood của Robinson trong vai trò đạo diễn là thất bại về mặt thương mại, Costner cũng cho biết anh sẽ giúp Robinson trong quá trình sản xuất. Amy Madigan, một người hâm mộ cuốn sách, đã tham gia dàn diễn viên với vai vợ của Ray, Annie.
Trong cuốn sách, nhà văn mà nhân vật Ray tìm kiếm chính là tác giả JD Salinger ngoài đời. Khi Salinger đe dọa sẽ kiện đoàn làm phim nếu tên ông được sử dụng, Robinson quyết định viết lại nhân vật thành Terence Mann, một người sống ẩn dật. Ông viết kịch bản này với hình ảnh của James Earl Jones vì ông nghĩ sẽ rất thú vị khi nghĩ đến cảnh Ray cố gắng bắt cóc một người đàn ông to lớn như vậy.
Robinson ban đầu hình dung Shoeless Joe Jackson sẽ do một diễn viên ở độ tuổi 40 thủ vai, một người lớn tuổi hơn Costner và có thể đóng vai trò là khỏa lấp hình mẫu người cha cho anh. Ray Liotta không phù hợp với tiêu chí đó, nhưng Robinson nghĩ rằng anh ấy sẽ phù hợp hơn với vai diễn này vì anh ấy có "cảm giác nguy hiểm" và sự mơ hồ mà Robinson muốn đặt ở nhân vật này. Vai diễn Moonlight Graham được giao cho James Stewart nhưng ông đã từ chối. 
Burt Lancaster ban đầu đã từ chối vai diễn Moonlight Graham, nhưng đã thay đổi quyết định sau khi một người bạn là một người hâm mộ bóng chày đã thuyết phục ông đồng ý tham gia bộ phim. 

### Bấm máy
Quá trình quay phim bắt đầu vào ngày 25 tháng 5 năm 1988. Lịch quay phim được xây dựng dựa trên thời gian rảnh của Costner vì anh sẽ rời đi vào tháng 8 để quay phim Revenge . Ngoại trừ một số chậm trễ do hạn chế về thời tiết và thời gian, hoạt động sản xuất đã diễn ra sáu ngày một tuần. Các cảnh quay nội thất là những cảnh đầu tiên được thực hiện vì ruộng ngô mà đoàn làm phim trồng mất quá nhiều thời gian để sinh trưởng. Người ta phải sử dụng phương pháp tưới tiêu để ngô có thể nhanh chóng cao bằng đầu Costner. Địa điểm quay chính là ở Quận Dubuque, Iowa ; một trang trại gần Dyersville được sử dụng làm nhà của Kinsella; một nhà kho trống ở Dubuque được sử dụng để xây dựng nhiều bối cảnh trong nhà khác nhau. Galena, Illinois, được sử dụng làm bối cảnh thị trấn quê nhà Chisholm, Minnesota của Moonlight Graham.  Một tuần được dành cho quay các cảnh tại Boston, bao gồm cảnh tại Fenway Park . 
Robinson, mặc dù có đủ kinh phí cũng như dàn diễn viên và đoàn làm phim như mong muốn, vẫn liên tục cảm thấy căng thẳng và chán nản trong quá trình quay phim. Ông cảm thấy mình đang phải chịu quá nhiều áp lực để tạo ra một bộ phim xuất sắc và lo rằng ông không truyền tải được tinh thần của cuốn tiểu thuyết gốc. Lawrence Gordon đã thuyết phục ông rằng sản phẩm khi hoàn thành sẽ được như mong đợi. 
Trong bữa trưa với Phòng Thương mại bang Iowa, Robinson đã nêu ý tưởng về cảnh cuối cùng mà trong đó người ta có thể nhìn thấy ánh đèn pha cách xa nhiều dặm dọc theo đường chân trời. Những người trong Phòng Thương mại trả lời rằng có thể thực hiện điều đó và việc quay cảnh cuối cùng đã trở thành một sự kiện cộng đồng. Đoàn làm phim đã ẩn náu trong trang trại để đảm bảo các cảnh quay trên không không làm lộ họ. Một trợ lý sản xuất phim đã lái xe từ trường quay vào thị trấn, tính quãng đường đi trên và ước lượng cần 1.500 chiếc ô tô để hoàn thành cảnh quay.  Sau đó, Dyersville bị mất điện và các diễn viên quần chúng địa phương lái xe đến sân vận động. Để tạo ra ảo giác chuyển động, những người lái xe tham gia được hướng dẫn liên tục chuyển giữa đèn pha và đèn cốt.

### Sân bóng

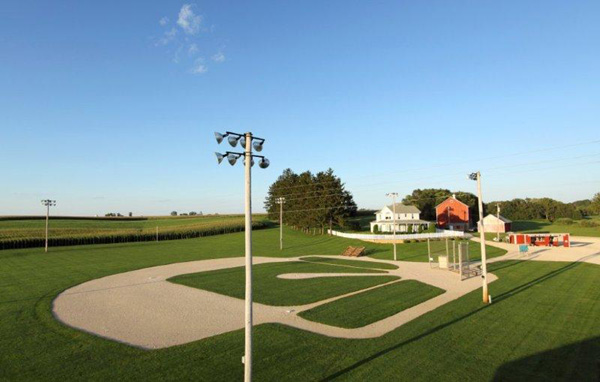
Field of Dreams (Cầu trường ước mộng), Dyersville, Iowa, 2012

Các cảnh quay ở trang trại Kinsella được thực hiện tại khu đất của Don Lansing ở Dyersville, Iowa ; một số cảnh ở sân bóng chày được thực hiện tại trang trại của Al Ameskamp lân cận. Do lịch trình quay quá ngắn để cỏ có thể mọc tự nhiên, các chuyên gia về thảm cỏ với kinh nhiệm làm việc với Sân vận động Dodger và Rose Bowl đã được thuê để tạo ra sân bóng chày. Một phần của quá trình này bao gồm việc sơn màu xanh lá cây cho bãi cỏ. 

### Nhạc phim
Leonard Bernstein là sự lựa chọn đầu tiên để sáng tác nhạc phim nhưng ông đã quá bận.  Lúc đầu, James Horner không chắc mình có thể tham gia vào bộ phim này do hạn chế về lịch trình cho đến khi anh xem bản dựng thô và cảm thấy xúc động đến mức chấp nhận công việc soạn nhạc phim. Robinson đã tạo ra một tuyến đường tạm thời nhưng lại không được các giám đốc điều hành của Universal ưa chuộng. Khi thông báo Horner là nhà soạn nhạc được đưa ra, các giám đốc điều hành cảm thấy lạc quan hơn vì họ mong đợi một bản nhạc giao hưởng lớn, tương tự như tác phẩm An American Tail của Horner. Ngược lại, Horner lại thích bản nhạc tạm thời này, thấy nó "yên tĩnh và có chút ma quái". Anh ấy quyết định theo đuổi ý tưởng của bản nhạc tạm thời, tạo ra một bản nhạc nền có bầu không khí "tập trung vào tả cảm".  Bản nhạc này đã được đề cử giải Oscar cho Nhạc phim xuất sắc nhất nhưng đã để thua nhạc phẩm của Alan Menken cho Nàng tiên cá .  Ngoài bản nhạc của Horner, một phần của nhiều bài hát nhạc pop cũng được nghe trong phim. Chúng được liệt kê theo thứ tự sau trong phần giới thiệu cuối phim:
- " Crazy ", được sáng tác bởi Willie Nelson và được trình bày bởi Beverly D'Angelo
- " Daydream ", được sáng tác bởi John Sebastian và được trình bày bởi Lovin' Spoonful
- " Jessica ", do Dickey Betts sáng tác và được trình bày bởi Allman Brothers Band
- " China Grove ", do Tom Johnston sáng tác và được trình bày bởi Doobie Brothers
- "Lotus Blossom", do Billy Strayhorn sáng tác và Duke Ellington trình bày

## Liên hệ tới lịch sử
Nhân vật Archibald "Moonlight" Graham do Burt Lancaster và Frank Whaley thủ vai được dựa trên một cầu thủ bóng chày cùng tên ngoài đời. Nhân vật của ông phần lớn là đúng với thực tế, ngoại trừ một vài chi tiết thực tế được thêm vào. Ví dụ, trận đấu MLB duy nhất của Graham thực sự diễn ra vào tháng 6 năm 1905,  thay vì vào ngày cuối cùng của mùa giải 1922. Graham ngoài đời mất năm 1965, không phải năm 1972 như bộ phim mô tả. Trong phim, Terence Mann phỏng vấn một số người về Graham. Phiên bản DVD đặc biệt chỉ ra rằng những thông tin họ cung cấp cho ông đều được lấy từ các bài viết viết về con người ngoài đời của ông.

## Ra mắt
Universal dự kiến Field of Dreams sẽ ra mắt tại Hoa Kỳ vào ngày 21 tháng 4 năm 1989. Bộ phim chỉ ra mắt tại một vài rạp chiếu phim và dần dần được phát hành trên nhiều màn ảnh hơn để có thể lọt vào danh sách những phim bom tấn mùa hè, và chiến dịch tại phòng vé được tiếp tục cho đến tháng 12.  Bộ phim được phát hành tại Philippines bởi Eastern Films vào ngày 1 tháng 11 năm 1989. 

## Đón nhận của công chúng
Trên Rotten Tomatoes, bộ phim có tỷ lệ chấp thuận là 88% dựa trên 65 bài đánh giá, với điểm trung bình là 7,90/10. Sự đồng thuận của các nhà phê bình trên trang web này là: " Field of Dreams là một bộ phim tình cảm, nhưng theo cách tốt nhất; nó là sự kết hợp giữa truyện cổ tích, bóng chày và sự gắn kết gia đình."  Trên Metacritic, bộ phim có điểm trung bình có trọng số là 57 trên 100, dựa trên 18 nhà phê bình, cho thấy "các đánh giá hỗn hợp hoặc trung bình".  Khán giả được khảo sát bởi CinemaScore đã cho bộ phim điểm trung bình là "A" trên thang điểm từ A+ đến F. 
Roger Ebert đã trao cho bộ phim bốn sao hoàn hảo, ngưỡng mộ mong muốn truyền tải của nó: "Đây là loại phim mà Frank Capra có thể đạo diễn, và James Stewart có thể đóng vai chính - một bộ phim về những giấc mơ."  Caryn James của tờ The New York Times đã viết: "Một tác phẩm được viết một cách thông minh, được quay một cách tinh tế, được diễn xuất một cách hoàn hảo, đến mức nó đã thực hiện được mánh khóe gần như không thể là biến sự sến súa thành cảm xúc chân thực."  Duane Byrge của tờ The Hollywood Reporter đã khen ngợi Costner về diễn xuất của anh, viết rằng chính "sự phấn khích trong một nhịp độ tập trung cao độ đã đưa (Field of) Dreams vượt qua những nhịp điệu thẩm mỹ thông thường đầy máy móc." 
Tạp chí Variety đã đưa ra đánh giá trái chiều cho bộ phim: "Mặc dù kịch bản có nhiều câu cách ngôn sến súa và sự cảm tính không hề che đậy, Field of Dreams vẫn duy trì được cảm xúc mơ mộng mà hình tượng về môn bóng chày được chắt lọc thành bản dạng tinh túy nhất của nó." 
Peter Travers của tờ Rolling Stone đã chê bai bộ phim và viết: "Thành thật mà nói, tôi cũng bắt đầu nghe ai báo mộng đấy. Đúng lúc Jones đang có bài phát biểu sến súa không thể bào chữa về việc bóng chày là "biểu tượng của tất cả những gì tốt đẹp đã từng trên đất Mỹ", tôi nghe thấy tiếng ai thì thầm, "Nếu anh ta cứ huyên thuyên vậy, tôi sẽ bỏ đi". "" 
Cựu tổng thống Hoa Kỳ George W. Bush đã tiết lộ đây là bộ phim yêu thích của ông, nói rằng phim đã khiến ông khóc vì làm ông nhớ đến kỉ niệm chơi ném bóng với cha mình . 

### Giải thưởng
Bộ phim được đề cử ba giải Oscar năm 1990 : Phim hay nhất (Gordon & Gordon), Kịch bản chuyển thể hay nhất (Robinson) và Nhạc phim xuất sắc nhất (Horner),  nhưng đã không giành chiến thắng ở bất kỳ hạng mục nào.
| Award                                   | Category                                                             | Nominee(s)                                                     | Result     |
| --------------------------------------- | -------------------------------------------------------------------- | -------------------------------------------------------------- | ---------- |
| 20/20 Awards                            | Kịch bản chuyển thế xuất sắc nhất                                    | Phil Alden Robinson                                            | Đề cử      |
| Giải Oscar                              | Phim hay nhất                                                        | Lawrence Gordon and Charles Gordon                             | Đề cử      |
| Giải Oscar                              | Kịch bản chuyển thể hay nhất                                         | Phil Alden Robinson                                            | Đề cử      |
| Giải Oscar                              | Nhạc phim hay nhất                                                   | James Horner                                                   | Đề cử      |
| American Cinema Editors Awards          | Phim lẻ biên tập xuất sắc nhất                                       | Ian Crafford                                                   | Đề cử      |
| Artios Awards                           | Thành tựu nổi bật trong dựng dàn diễn viên Phim ảnh hoặc truyền hình | Margery Simkin                                                 | Đề cử      |
| Blue Ribbon Awards                      | Phim nước ngoài xuất sắc nhất                                        | Phil Alden Robinson                                            | Đoạt giải  |
| Giải của Hiệp hội phê bình phim Chicago | Nữ phụ xuất sắc nhất                                                 | Amy Madigan                                                    | Đề cử      |
| Giải của Hội đạo diễn Mĩ                | Thành tựu đạo diễn phim ảnh xuất sắc                                 | Phil Alden Robinson                                            | Đề cử      |
| Giải Grammy                             | Album nhạc phim xuất sắc nhất                                        | James Horner                                                   | Đề cử      |
| Giải thưởng điện ảnh Hochi              | Phim tiếng nước ngoài xuát sắc nhất                                  | Phil Alden Robinson                                            | Đoạt giải  |
| Hugo Awards                             | Phim chính kịch xuất sắc nhất                                        | Phil Alden Robinson (đạo diễn/kịch bản); W.P. Kinsella (novel) | Đề cử      |
| Giải Viện Hàn lâm Nhật Bản              | Phim tiếng nước ngoài xuát sắc nhất                                  | Phim tiếng nước ngoài xuát sắc nhất                            | Đoạt giải  |
| Giải Kinema Junpo                       | Phim tiếng nước ngoài xuát sắc nhất                                  | Phil Alden Robinson                                            | Đoạt giải  |
| National Board of Review Awards         | Top 10 Phim xuất sắc nhất - thể loại Giả tưởng                       | Top 10 Phim xuất sắc nhất - thể loại Giả tưởng                 | Xếp thứ 10 |
| Viện lưu trữ phim Quốc gia Mĩ           | Viện lưu trữ phim Quốc gia Mĩ                                        | Viện lưu trữ phim Quốc gia Mĩ                                  | Gia nhập   |
| Saturn Awards                           | Phim giả tưởng xuất sắc nhất                                         | Phim giả tưởng xuất sắc nhất                                   | Đề cử      |
| Saturn Awards                           | Kịch bản xuất sắc nhất                                               | Phil Alden Robinson                                            | Đề cử      |
| Giải Hội Biên kịch Mĩ                   | Kịch bản chuyển thể hay nhất                                         | Phil Alden Robinson                                            | Đề cử      |
| Giải Nghệ sĩ trẻ                        | Nữ phụ trẻ điện ảnh xuất sắc nhất                                    | Gaby Hoffmann                                                  | Đoạt giải  |

Danh sách của Viện phim Mỹ
- Kỷ niệm 100 năm của AFI... 100 câu trích dẫn trong phim :
  - "Nếu anh xây nó, anh ấy sẽ đến."—#39
- Kỷ niệm 100 năm của AFI... 100 tiếng hoan hô —#28
- 10 phim hay nhất của AFI —#6 Phim kỳ ảo

Năm 2017, Thư viện Quốc hội Hoa Kỳ đã chọn Field of Dreams là một trong 25 tác phẩm được bổ sung thường niên vào Viện lưu trữ phim quốc gia. Công bố trên trích dẫn lời nhà phê bình phim Leonard Maltin, người gọi bộ phim là "một câu chuyện về sự cứu rỗi và đức tin, vẽ nên những khoảnh khắc kỳ diệu thuần túy đặc trưng của những bộ phim viễn tưởng hay nhất tại Hollywood." 

## Phương tiện truyền thông gia đình
Bộ phim được phát hành trên băng VHS vào năm 1989, và sau đó được phát hành trên DVD vào ngày 29 tháng 4 năm 1998.  Nó được phát hành trên đĩa Blu-ray vào ngày 13 tháng 3 năm 2011.  Phim được phát hành trên đĩa Blu-Ray 4K UHD vào ngày 14 tháng 5 năm 2019, nhân kỷ niệm 30 năm ra mắt bộ phim. 

## Di sản
Sân bóng chày được xây dựng làm bối cảnh cho bộ phim tiếp tục được bảo tồn và trở thành một điểm thu hút khách du lịch.
Năm đầu tiên sau khi quay bộ phim, chủ trang trại Al Ameskamp quay lại trồng ngô trên đất của mình, nhưng sau đó đã khôi phục lại phần đất đó trong năm sau đó và mở thêm một cửa hàng lưu niệm. Người nông dân Don Lansing duy trì tài sản của mình như một điểm đến du lịch.  Ông không thu phí vào cửa hay phí đỗ xe mà chỉ lấy doanh thu từ cửa hàng lưu niệm của mình. Tính đến thời điểm kỷ niệm 20 năm ra mắt bộ phim, hàng năm có khoảng 65.000 người đến tham quan tại đây.  Vào tháng 7 năm 2010, trang trại có chứa sân bóng đã được rao bán, và đã được bán vào ngày 31 tháng 10 năm 2011 cho Go The Distance Baseball, LLC với mức phí không được tiết lộ được cho là khoảng 5,4 triệu đô la.  Năm 2021, cựu cầu thủ MLB và thành viên của Hall of Fame Frank Thomas đã trở thành cổ đông sở hữu của sân. 

### Sự kiện MLB tại Field of Dreams
Năm 2019, Major League Baseball thông báo rằng sẽ tổ chức một trận đấu trong mùa giải giữa Chicago White Sox và New York Yankees tại một sân trung lập ở Dyersville có sức chứa 8.000 chỗ ngồi được xây dựng liền kề với sân bóng làm bối cảnh trong phim, với một con đường nối liền hai sân, dự kiến diễn ra vào ngày 13 tháng 8 năm 2020. Sân vận động này sẽ được mô phỏng theo sân vận động trước đây của White Sox, Comiskey Park (1910–1990).  Vào tháng 7 năm 2020, do mùa giải MLB 2020 bị rút ngắn do đại dịch COVID-19, có thông báo rằng White Sox sẽ đấu với St. Louis Cardinals thay vì Yankees.  Vào ngày 3 tháng 8 năm 2020, Major League Baseball thông báo rằng kế hoạch tổ chức trận đấu năm 2020 đã bị hủy do vấn đề hậu cần. 
Trận đấu sau cùng đã được tổ chức trên sân vào ngày 12 tháng 8 năm 2021, giữa White Sox và Yankees như kế hoạch ban đầu.   Trong chương trình trước trận đấu, Kevin Costner bước ra từ ruộng ngô và ra ngoài sân, và theo sau là các cầu thủ và huấn luyện viên của cả hai đội. Tại chiếc micro kiểu cũ, Costner nói, "Đây có phải là thiên đường không? Đúng vậy, đây đúng là thiên đường."  White Sox đã đánh bại Yankees với tỷ số 9–8, sau cú home run ở cuối hiệp thứ 9 của Tim Anderson, sau khi Yankees ghi được bốn điểm ở đầu hiệp để giành thế dẫn trước 8–7. 
Trận đấu Field of Dreams thứ hai được tổ chức trong mùa giải 2022 vào ngày 11 tháng 8 với Cincinnati Reds - đội đã đánh bại White Sox trong World Series năm 1919 đấy tai tiếng trong Vụ bê bối Black Sox - đối đầu với Chicago Cubs. Trận đấu kết thúc với chiến thắng 4–2 cho Cubs. Lần này, bộ phim đã được nhắc đến trong buổi lễ trước trận đấu khi Ken Griffey Jr. hỏi cha mình là Ken Griffey Sr. xem ông có muốn chơi ném bóng không. Cả hai cha con nhà Griffey – những người đã chơi cho đội Reds và có thời gian thi đấu cùng nhau cho đội Seattle Mariners – cùng với nhiều cặp cha con khác đã cùng chơi ném bóng. Hai đội Cubs và Reds sau đó cũng từ ruộng ngô ngoài sân giữa bước ra cùng với nhiều cựu cầu thủ đã gia nhập Đại sảnh Danh vọng Quốc gia - cựu cầu thủ bắt bóng Johnny Bench và cựu chặn ngắn Barry Larkin của Reds cùng với cựu cầu chốt hai Ryne Sandberg, cựu cầu thủ sân ngoài Andre Dawson, cựu tay ném Ferguson Jenkins và cựu cầu thủ ngoài trái Billy Williams cho Cubs. Jenkins đã thực hiện nghi thức ném bóng đầu trận với Bench.  

### Đề xuất phim truyền hình dài tập
Vào tháng 8 năm 2021, người ta đã công bố kế hoạch làm lại bộ phim thành một loạt phim truyền hình, do Lawrence Gordon sản xuất và Michael Schur viết kịch bản cho nền tảng Peacock .  Vào tháng 6 năm 2022, người ta tiết lộ rằng dự án này không còn tiếp tục vì Peacock và Universal Television đã bắt đầu chào bán dự án ở nơi khác.  Chris Pratt được cho là đã đồng ý đóng vai chính trong loạt phim trước khi rời khỏi dự án, với bộ phim được cho là có kinh phí 15 triệu đô la cho mỗi tập.  